# Ібн Худ аль-Даула
Мухаммад ібн Мухаммад ібн Худ Баха аль-Даула (д/н — 1259/1260) — емір Мурсійської тайфи в 1241—1259/1260 роках. У християн відомий як Абенхудіель.

## Життєпис
Походив з династі Худидів. Син Мухаммада ібн Юсуфа ібн Худа, володаря Аль-Андалуса. У 1241 році йому вдалося повалити еміра Зайяна ібн Марданіса та відновити владу своєї династії в Мурсії. Невдовзі зазнав поразки від кастильсько-леонського війська, визнавши зверхність короля Фернандо III.
1242 року арагонські військами захопили північні землі тайфи з містами Чинчилья й Єсте. Для зупинення цього наступу 1243 року уклав з королем Кастилії Алькараський договір, за яким зобов'язався сплачувати данину та оголосив інфанта Альфонсо одним зі своїх спадкоємців. 1244 року визнав Альмісрський договір між Кастилією та Арагоном, що стосувався арагоно-мурсійського кордону.
У 1240-х роках за допомогою кастильських військ підкорив Лорку, Оріуелу, Мулу та Архону, де місцеві намісники стали незалежними. Втім лише у 1250 році отримав у володіння Лорку, Альканте, Оріуелу. Водночас того ж року мусив погодитися на створення Картахенської єпархії, якій підлягали християни, піддані аль-Даулу.
З 1252 року аль-Даула не зміг протистояти посиленому втручанню у справи тайфи Кастилії. Спочатку новим кастильським королем Альфонсо X було впроваджено посаду верховного аделантадо, що став контролювати судові справи стосовно християнського населення та військову діяльність тайфи.
З 1257 року посилюється також втручання королівства Арагон. Помер Мухаммад ібн Худ Баха аль-Даула наприкінці 1259 або на початку 1260 року. Йому спадкував син Абу Джа'фар.